# Aaron Blommaert
Aaron Blommaert (Aalst, 7 augustus 2002) is een Belgisch acteur, zanger en presentator. Hij is vooral bekend als leadzanger van de band BOBBY en als Raven, de verloren zoon van Lars De Wulf, in Familie. In 2023 won hij het derde seizoen van The Masked Singer als Tovenaar. Na het winnen van het programma is Blommaert gestart met zijn solocarrière en heeft hij zijn debuutsingle Zonde uitgebracht. Hierna verscheen Deurbel gevolgd door de liedjes Donderdag en Egotrip.
Van 2017 tot en met 2019 speelde Blommaert een van de hoofdrollen in de jeugdtelevisiereeks 4eVeR, die van Robin Declerq.

## Carrière
In 2013 nam Blommaert samen met Ryan Joostens en Ruben Degroote deel aan Wie wordt Junior?. Onder de naam KETZ zongen ze het nummer Donder, waarmee ze de finale van het programma haalden. In 2014-2015 speelde hij mee in de allereerste Ketnet-musical Kadanza, waarin onder anderen Charlotte Leysen en Giovanni Kemper een hoofdrol hadden. In 2015 nam Blommaert deel aan The Voice Kids. Hij overleefde de Blind Auditions en belandde in het team van Slongs Dievanongs, maar strandde in The Battles. In 2017 was hij voor het eerst te zien in de Ketnet-reeks 4eVeR, waar hij de rol van Robin Declerq speelde. Van 2018 tot 2019 maakte Blommaert deel uit van CoolKids, een groep jongeren die zongen over maatschappelijke thema's. De band heeft een vijftal nummers uitgebracht: CoolKids, Back to school, Helden, Geloof in jezelf en Voel de beat. In 2018 speelde Blommaert ook mee in de zogenaamde winterspecial van CoolKids. CoolKids was de Vlaamse versie van Kinderen voor Kinderen.
Sinds 2019 maakt Blommaert deel uit van BOBBY, een boysband samengesteld door Les Flamands, een bedrijf van Miguel Wiels, Peter Van de Veire en Niels Destadsbader. De groep, met naast Blommaert ook Simon Eeraerts, Ryan Joostens, Ruben Degroote en Brecht Gurny, bracht al verschillende nummers uit, waaronder Hey don't you know en Together. Die laatste single brachten ze samen met Dina Ayada en Chapter Two uit en is een cover van de bekende hit uit de films van High School Musical. Het nummer werd het themanummer van Marathonradio op radiozender MNM en werd later ook MNM Big Hit. Best Times is de recentste single. Het lied werd uitgebracht op 27 november 2020. Sinds 2020 is Blommaert te zien in Familie, waar hij de rol van Raven speelt, de zoon van Lars. In oktober 2024 nam Blommaert afscheid van de soap om zich meer te focussen op andere projecten en zijn muziekcarrière.
Sinds 2021 is Blommaert tevens radiopresentator bij MNM Aanvankelijk presenteerde hij, afwisselend met enkele andere MNM-dj's, MNM Late Night (22-00 u.) op dinsdagavond. Tegenwoordig neemt hij op zondagochtend (10-13 u.) het programma Ultratop 50 voor zijn rekening. Op 26 augustus 2021 vond er een eenmalige reünie plaats van de muziekshow Tien om te Zien. De captatie van de show werd op 1 september 2021 uitgezonden op VTM. Naast oudgedienden Willy Sommers en Anne De Baetzelier waren Laura Tesoro en Blommaert presentatoren van dienst. Blommaert maakte hierbij zijn debuut als televisiepresentator. In 2021 kreeg Blommaert zijn eerste filmrol. In de film Bittersweet Sixteen speelt hij de rol van David. De regie was in handen van Jan Verheyen, Lien Willaert en Anna Verheyen. De film verscheen op 22 december 2021 in de Vlaamse cinemazalen. In december 2021 was hij te zien in de Code van Coppens samen met Kürt Rogiers. In 2024 nam hij opnieuw deel met Nora Gharib.
In het voorjaar van 2022 speelde Blommaert de rol van Jonas in het derde seizoen van de Ketnet-serie #LikeMe. Hij speelde het lief van Yemi, het karakter van Francisco Schuster. In datzelfde jaar verving hij Sean Dhondt in het nieuwe seizoen van The Voice van Vlaanderen. In de zomer van 2022 was hij opnieuw een van de vier presentatoren bij Tien om te Zien. Alle shows werden opgenomen in Westende. Hij is vanaf 2022 ook ambassadeur van JEZ! samen met Tom De Cock, Nora Gharib en Jonas Lips.
In 2023 werd hij ontmaskerd als Tovenaar in The Masked Singer en haalde hierbij de 1ste plaats. Vanaf 2024 speelt hij mee in de Ketnet-serie Hawa en Adam als Jakob. In 2024 was hij jurylid in Sing Again op VTM samen met Stan Van Samang, Hadise, Karen Damen en Nina De Man.

## Scholing
Blommaert studeerde in 2020 af aan de DvM Humaniora te Aalst, waar hij Economie-Talen studeerde.

## Discografie
| Single met hitnotering(en) in de Vlaamse Ultratop 50 | Datum van verschijnen | Datum van binnenkomst | Hoogste positie | Aantal weken | Opmerkingen          |
| ---------------------------------------------------- | --------------------- | --------------------- | --------------- | ------------ | -------------------- |
| Zonde                                                | 05-05-2023            | 13-05-2023            | 8               | 24           | nr. 2 Vlaamse top 50 |
| Deurbel                                              | 02-10-2023            | 30-10-2023            | 14              | 11           | nr. 4 Vlaamse top 50 |
| Donderdag                                            | 14-03-2024            | 25-03-2024            | 31              | 7            | nr. 3 Vlaamse top 50 |
| Egotrip                                              | 14-06-2024            | 23-06-2024            | 25              | 18           | nr. 2 Vlaamse top 50 |
| Zuurstof                                             | 08-11-2024            | 16-11-2024            | 17              | 16           | nr. 2 Vlaamse top 50 |
| Hoe zit het met ons?                                 | 2025                  | 03-05-2025            | 28              | 16*          | nr. 3 Vlaamse top 50 |

## Prijzen
- 2013 - Muziekgroep van het jaar (Gala van de gouden K's) met Wie wordt Junior?
- 2013 - Ketnet-programma van het jaar (Gala van de gouden K's) met Wie wordt Junior? (genomineerd)
- 2014 - Ketnet-programma van het jaar (Gala van de gouden K's) met Kadanza (genomineerd)
- 2017 - Ketnet-acteur of -actrice van het jaar (Gala van de gouden K's) als Robin in 4eVeR (genomineerd)
- 2017 - Ketnet-serie van het jaar (Gala van de gouden K's) met 4eVeR (genomineerd)
- 2018 - Ketnet-serie van het jaar (Gala van de gouden K's) met 4eVeR (genomineerd)
- 2019 - Ketnet-programma van het jaar (Gala van de gouden K's) met Wie Wordt Wrapper? (genomineerd)
- 2023 - Winnaar van het derde seizoen van The Masked Singer, seizoen 3
- 2024 - Held van het jaar (Het gala van de gouden K's)
- 2024 - Doorbraak van het jaar 2023 (MIA's)
- 2024 - Doorbraak van het jaar 2023 (Kastaars!

## Trivia
- Op de radiozender MNM antwoordde hij op de vraag van iemand dat hij misschien ooit in het Engels liedjes gaat schrijven, maar dat dat nog niet zo vloeiend gaat als Nederlands.